# Raión de Rovenki
Raión de Rovenki (en ucraniano: Ровеньківський район) es un raión o distrito de Ucrania en el óblast de Lugansk. La capital es la ciudad de Rovenki.
Comprende una superficie de 2087,6 km².

## Demografía
Según estimación 2020 contaba con una población total de 295780 habitantes.

## Otros datos
El código KATOTTG es UA44080000000045512.